# Ernest Corominas i Vigneaux
Ernest Coromines i Vigneaux (Barcelona, 13 d'abril de 1913 - Lió, França, 24 de gener de 1992) fou un matemàtic català.
Matemàtic, fill de l'escriptor i economista Pere Coromines i Montanya i de la pedagoga Celestina Vigneaux i Cibils, germà del filòleg Joan Coromines i de la metge psicoanalista Júlia Coromines, es formà a la Universitat de Barcelona, per la qual es llicencià en matemàtiques abans del 1936; també hi inicià estudis d'arquitectura, que completà el 1936.
Després d'haver pres part en la Guerra Civil espanyola, el 1940 passà a Amèrica i residí a Xile; tot seguit es traslladà a l'Argentina. A la ciutat de Mendoza, on va contreure matrimoni amb Maria Edith Guevara –cosina del futur guerriller de la revolució cubana Ernesto "Che" Guevara– fou professor de matemàtiques a la Facultat de Ciències Econòmiques de la Universitat de Cuyo a Mendoza (1941-1946) i encarregat de la càtedra d'Estadística. Més endavant treballà a l'Institut de Matemàtiques de Rosario (Argentina) i fou membre actiu de la Unió Matemàtica Argentina.
1947 tornà a Europa i treballà a França fins al 1952 com a agregat de recerques al Centre Nacional de la Recerca Científica (CNRS) de París. El 1952 obté el seu doctorat sota la supervisió d'Arnaud Denjoy, amb una tesi que versa sobre la derivació i els conjunts ordenats.
Va residir a Barcelona del 1952 al 1960, llevat del 1955 que el va passar a Princeton (EUA) i, del 1960 al 1964 va treballar de professor a la Universitat Central de Veneçuela a Caracas. De retorn a Europa, s'establí a Lió, on fou nomenat professor de la Universitat Claude Bernard i hi creà una escola d'àlgebra ordinal. Actiu en aquesta universitat fins a la jubilació, posteriorment en fou professor emèrit (1982). Va morir en aquesta ciutat.
Corominas és recordat per un teorema de 1954, demostrat conjuntament amb Ferran Sunyer, que afirma que si {\displaystyle f(x)} és una funció infinitament derivable en un interval i si per tot {\displaystyle x} d'aquest interval existeix un {\displaystyle n} tal que {\displaystyle f^{(n)}(x)=a}, on {\displaystyle a} és una constant, aleshores {\displaystyle f(x)} és un polinomi. Els seus treballs més notables van ser en el camp dels conjunts ordenats, en el qual va desenvolupar l'idea de una àlgebra ordinal.